# Cour des comptes (Luxembourg)
Pour les autres articles nationaux ou selon les autres juridictions, voir Cour des comptes.
Au Grand-Duché de Luxembourg, la Cour des comptes (en luxembourgeois : Rechnungshaff et en allemand : Rechnungshof), contrôle la gestion financière des organes, administrations et services de l'État.

## Historique
L’ancienne Chambre des comptes avait été instaurée comme organe indépendant par arrêté royal grand-ducal de 1840. La Cour des comptes actuelle a été mise en place en 1999.

## Organisation
L’organisation et les attributions de la Cour des comptes émanent de l’article 105 de la Constitution ainsi que des dispositions de la loi portant organisation de la Cour des comptes du 8 juin 1999.

### Le collège de la Cour
Le collège de la Cour est composé de cinq membres, à savoir d’un président, d’un vice-président et de trois conseillers. Le Grand-Duc nomme les membres de la Cour sur proposition de la Chambre des Députés. Les membres de la Cour sont nommés pour six ans ; les nominations sont renouvelables.
La Cour décide de façon collégiale à la majorité. La voix du président est prépondérante en cas de partage des voix et il préside les séances du collège.
| Identité                      | Période | Période | Durée |
| Identité                      | Début   | Fin     | Durée |
| ----------------------------- | ------- | ------- | ----- |
| Marc Gengler (d) (né en 1966) | 2005    |         |       |

### Personnel
Dans l’exercice de leurs fonctions, les membres de la Cour des comptes sont assistés par 35 agents. La Cour des comptes peut également faire appel à des experts externes qui agissent sous le contrôle et la responsabilité de la Cour.

### Dotation financière
Le budget des recettes et des dépenses de l’Etat arrête annuellement la dotation au profit de la Cour des comptes au vu de l’état prévisionnel établi par cette dernière. Cette disposition tend à assurer l’indépendance de la Cour des comptes vis-à-vis de son contrôlé, c’est-à-dire du pouvoir exécutif. De plus, les comptes de la Cour sont contrôlés et approuvés annuellement par la Chambre des Députés.

## Missions et attributions

### Champ de contrôle
La Cour des comptes contrôle la gestion financière des organes, administrations et services de l’Etat. Elle est en outre habilitée à contrôler les personnes morales de droit public, pour autant que ces personnes ne sont pas soumises à un autre contrôle financier prévu par la loi. Finalement, toutes les personnes morales de droit public et personnes physiques et morales de droit privé bénéficiant de concours financiers publics affectés à un objet déterminé peuvent être soumis au contrôle de la Cour des comptes quant à l’emploi conforme à la destination de ces fonds publics.

### Objectif de contrôle
En tant que contrôleur externe la Cour des comptes examine en plus de la légalité et de la régularité des recettes et des dépenses également la bonne gestion financière des deniers publics. Ainsi, le contrôle de la Cour des comptes porte donc sur l’économie, l’efficacité et l’efficience des dépenses publiques, sans pour autant pouvoir se prononcer sur l’opportunité des dépenses.

### Procédure de contrôle
La Cour décide de sa propre initiative de la date et de la méthode de ses contrôles qui s’effectuent soit sur place, soit à distance. Tout document ou toute information que la Cour des comptes estime nécessaires à l’accomplissement de sa mission lui sont communiqués à sa demande. Lors des contrôles elle prend toutes les dispositions pour garantir le secret de ses investigations.
Le contrôle de la Cour des comptes fait l’objet d’un examen contradictoire avec les contrôlés. Cette procédure se fait par écrit. La Cour des comptes fait part des constatations et recommandations qui se dégagent de ses contrôles au contrôlé afin que celui-ci présente ses observations dans un délai fixé par la Cour.

### Publications, rapports et avis
Comme prévu par la loi, la Cour des comptes établit chaque année un rapport général sur le projet de loi portant règlement des comptes généraux de l’Etat. Le rapport est soumis à la Chambre des Députés.
En outre, la Cour des comptes peut présenter à tout moment, soit à la demande de la Chambre des Députés, soit de sa propre initiative, ses constatations et recommandations sur des domaines spécifiques de gestion financière sous forme de rapports spéciaux. Ces rapports spéciaux sont également transmis à la Chambre des Députés.
Par ailleurs, sur demande de la Chambre des Députés, la Cour des comptes peut émettre des avis sur des propositions ou projets de loi ayant une incidence financière significative pour le Trésor public ainsi que sur les dispositions de la loi budgétaire et sur les propositions ou projets de loi concernant la comptabilité de l’Etat et celle des personnes morales de droit public.